# Paul Dooley
Paul Dooley, geboren als Paul Brown (Parkersburg (West Virginia), 22 februari 1928), is een Amerikaans acteur.

## Loopbaan
Dooley was een behoorlijke cartoonist in zijn jeugd en tekende een strip voor een plaatselijke krant in Parkersburg. Hij ging bij de marine voordat hij ontdekte, dat hij wilde acteren. Hij verhuisde naar New York, waar hij al snel succes had op het podium.
Omdat hij interesse had in comedy was hij vijf jaar lang ook een stand-upcomedian en was zelfs tijdelijk een goochelaar en een clown. Hij was niet bang om andere soorten van vermaak uit te proberen. Ook was hij een schrijver.
Na het verschijnen in vele films, waarvan vooral Popeye het vermelden waard is (als Wimpy), verscheen Dooley in een verscheidenheid aan terugkerende karakters in televisieseries, zoals My So-Called Life, Dream On, Grace Under Fire, en hij speelde de rol van Enabran Tain in Star Trek: Deep Space Nine. Hij had ook gastrollen in series als Sabrina, the Teenage Witch en Desperate Housewives.

## Privéleven
Hij trouwde in 1958 met Donna Lee Wasser, met wie hij drie kinderen kreeg. Hij scheidde ook weer van haar.
Op 18 november 1984 hertrouwde hij met actrice Winnie Holzman, met wie hij één kind kreeg.